# Serra de Can Dolcet
La Serra de Can Dolcet és una serra situada entre els municipis dels Hostalets de Pierola a la comarca de l'Anoia i el de Collbató a la comarca del Baix Llobregat, amb una elevació màxima de 425 metres.